# 007/私を愛したスパイ
『007／私を愛したスパイ』（ダブルオーセブン わたしをあいしたスパイ、原題: The Spy Who Loved Me）は、ルイス・ギルバート監督による1977年のスパイ/アクション映画。イーオン・プロダクションズ製作の「ジェームズ・ボンド」シリーズ第10作目。原作は、イアン・フレミングの同名の小説（『007／わたしを愛したスパイ』）。

## 概要
本作はシリーズ開始15周年と10作目というメモリアルな作品であり、3度目の登板となったロジャー・ムーアの一番のお気に入りでもある。しかし、15周年記念というのはあくまでも結果論で、それまでは毎年、或いは一年おきに制作されたシリーズに初めて3年のブランクが発生した。
理由は複数あり、共同プロデューサー、ハリー・サルツマンの無断離脱（彼のイオン・プロの持ち株はブロッコリに無断でユナイテッド・アーティスツ（UA）に譲渡された）、ショーン・コネリーとケヴィン・マクローリーによる『サンダーボール作戦』のリメイク訴訟、前作『黄金銃を持つ男』の興行不振を理由にUAがムーアの降板を要求（元々UAはムーア起用に反対だったが、前作の失敗により、上層部からのムーア降板の声が更に高まった）、あらゆる意味でシリーズ初の完全オリジナルストーリーの構築。ブロッコリはこれらの障壁を乗り越えて完成にこぎつけた。
内容は秘密兵器とアクションを大掛かりにした、スペクタクル・アドベンチャーとしての魅力を全面に押し出したものとなった。第5作『007は二度死ぬ』の監督は本作の監督であるルイス・ギルバートであることから、敵の機材が米ソの宇宙船（本作では潜水艦）より大きく、吸収するような奪い方、両国を互いに疑心暗鬼へ追い込む、敵の首魁の基地内にプールがあり、人を襲う生物を棲まわせている、首魁のボディガードがボンドを上回る大男など、本作の設定に第5作『007は二度死ぬ』と類似性が表れている。とはいうものの、過去9作以上にヒットを飛ばし、ブロッコリの手腕と本格的なロジャー・ムーア時代の到来を世に知らしめることになった。本作で初期のコネリー時代のシリアスとポップのバランスの取れた作風からムーアの演じるボンドのコミカル路線に移行されたとも言われる。
本作から完全オリジナル作品となったため、従来の「Ian Fleming's ○○」から「Ian Fleming's James Bond 007 in ○○」とタイトルコールが変更され、現在まで続いている（『ムーンレイカー』は除く）。
音響はシリーズで初めてドルビーステレオで収録された。

## ストーリー
核ミサイルを搭載したイギリス海軍の弾道ミサイル原子力潜水艦「レンジャー」とソ連海軍の弾道ミサイル原子力潜水艦「ポチョムキン」が突如消息を絶った。調査を命ぜられたボンド（ロジャー・ムーア）はエジプト・カイロへ飛び、そこで同じ目的でソ連が派遣した美しい女スパイ、トリプルXことアニヤ・アマソワKGB少佐（バーバラ・バック）と出会う。二人は現地の情報源に接触するが、謎の暗殺者から襲撃を受ける。
英ソの利害が一致したことからボンドとアニヤは共同で任務に当たるが、事件の直前、アバンタイトルでボンドに差し向けられ返り討ちにあったソ連の殺し屋は、彼女の恋人だった。「この任務が終わったら、あなたを殺すわ」とアニヤに言われたボンドは彼女と共にアメリカ海軍の原子力潜水艦に乗り込み、怪しいとにらんだ大富豪の海洋学者・ストロンバーグ（クルト・ユルゲンス）率いるストロンバーグ海運の大型タンカー「リパラス号」に接近する。すると怪信号による攻撃を受けて潜水艦の全機能が失われ、緊急浮上した潜水艦はリパラス号の船内に取り込まれてしまう。リパラス号の内部には行方不明だった英ソの潜水艦が係留されており、乗組員たちは船内の牢に監禁されていた。
ストロンバーグは強奪した原潜を使って米ソ双方を核攻撃することで核戦争を勃発させ、世界を壊滅させ海の世界を作ろうとしていた……。

## キャスト

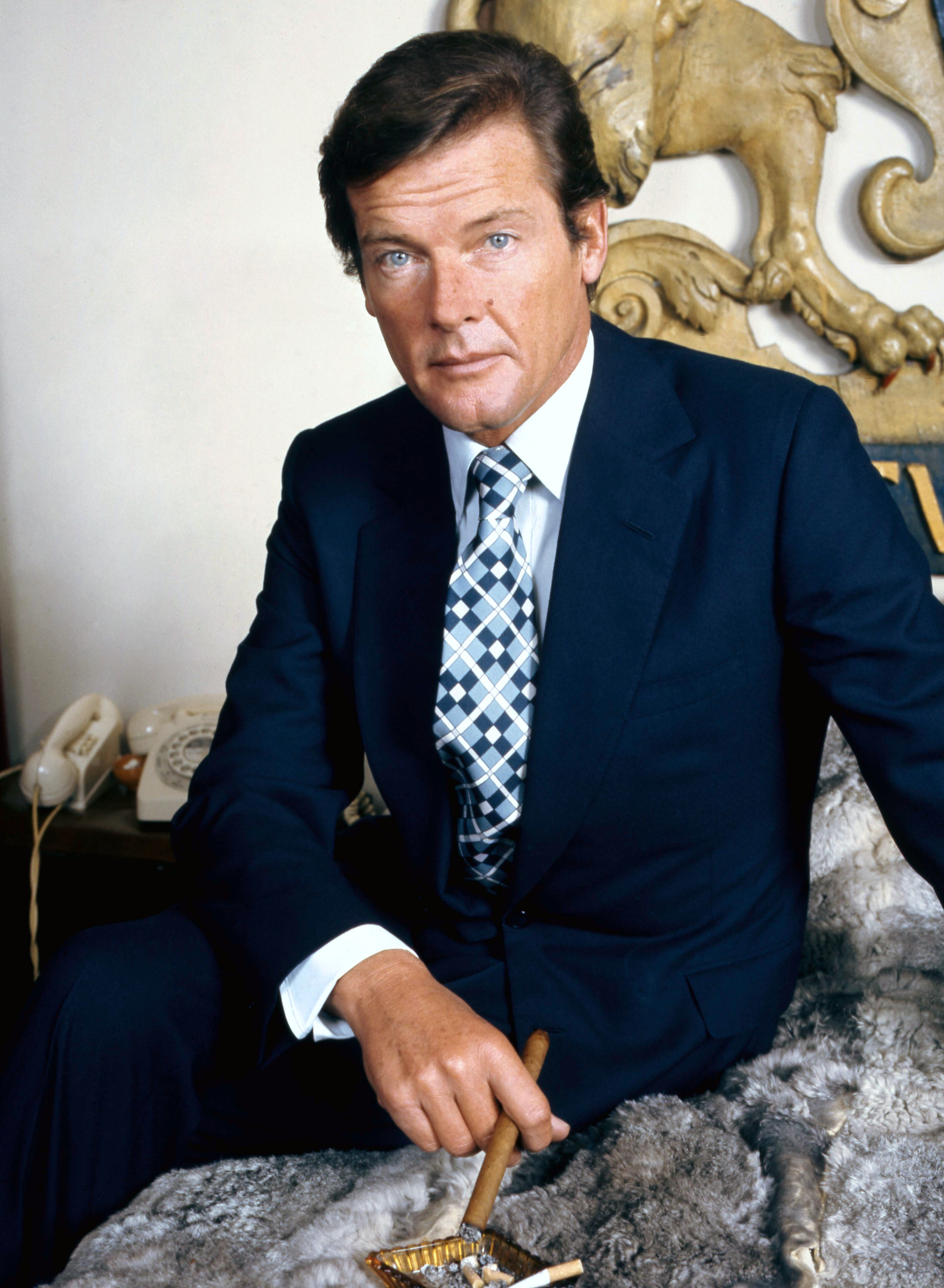
主人公のジェームズ・ボンドを演じたロジャー・ムーア

- ジェームズ・ボンド - ロジャー・ムーア
- アニヤ・アマソワ（英語版） - バーバラ・バック
- カール・ストロンバーグ（英語版） - クルト・ユルゲンス
- ジョーズ（英語版） - リチャード・キール
- M - バーナード・リー
- Q - デスモンド・リュウェリン
- マネーペニー - ロイス・マクスウェル
- ナオミ - キャロライン・マンロー
- ゴーゴル将軍（ソ連） - ウォルター・ゴテル
- カーター艦長（米海軍） - シェーン・リマー（英語版）
- リパラス号艦長 - シドニー・タフラー（英語版）
- グレイ国防相 - ジョフリー・キーン（英語版）
- ハーグリーブズ海軍中将 - ロバート・ブラウン（英語版）
- ベンソン海軍大佐 - ジョージ・ベイカー（英語版）
- セルゲイ・バルソフ - マイケル・ビリントン
- ホセイン - エドワード・デ・ソウザ
- マックス・カルバ - ヴァーノン・ドブチェフ
- ファケシュ - ナディム・サワラ
- サンドア - ミルトン・リード
- フェリカ - オルガ・ビゼラ（英語版）

### ボンドガール
本作のボンドガールはバーバラ・バック。彼女は60年代からモデル事務所のアイリーン・フォード・エージェンシーに所属し、セブンティーンなどのいくつかの国際ファッション雑誌の表紙に登場した。例としてはRichard Avedon、ELLE France（1966年）、Gioia Italy（1967年–1970年）、およびFigurino Brazil（1970年）などがある。
1977年、バックはこの映画でロシアのスパイ、アーニャ・アマソワを演じた。彼女は映画の後で、ボンドは「女の子を使って、自分を弾丸から守るブタ」であると述べた。

## スタッフ
- 監督 - ルイス・ギルバート
- 製作 - アルバート・R・ブロッコリ
- 脚本 - クリストファー・ウッド、リチャード・メイボーム
- 音楽 - マーヴィン・ハムリッシュ
- 主題歌 - 「007 私を愛したスパイ のテーマ」（Nobody Does It Better）
  - 作詞 - キャロル・ベイヤー・セイガー
  - 作曲 - マーヴィン・ハムリッシュ
  - 唄 - カーリー・サイモン
- 撮影 - クロード・ルノワール
- 編集 - ジョン・グレン
- プロダクション・デザイン - ケン・アダム
- 美術 - ピーター・ラモント
- 特殊効果 - ジョン・エヴァンス
- 視覚効果 - デレク・メディングス
- メインタイトル・デザイン - モーリス・ビンダー
- 日本語字幕 - 高瀬鎮夫（劇場公開用）[3]、菊地浩司（ソフト用）[4]

## 興行成績
シリーズ第10作を記念し、前作の2倍の1400万ドルの製作費をかけた超大作となった本作は、世界興行成績も前作の約2倍の1億8540万ドルとなり、インフレ率を勘案しなければ過去最高記録。しかし、1977年の映画は強豪がひしめき、『スター・ウォーズ』（7億9800万ドル）、『未知との遭遇』（3億380万ドル）、『サタデー・ナイト・フィーバー』（2億8540万ドル）に次ぐ第4位に留まった。日本の1978年度の全体及び海外映画配給収入でもこの1位の『スター・ウォーズ』（43億8000万円）・2位の『未知との遭遇』（32億9000万円）の順位は変わらなかったが、本作はそれに次ぐ第3位（31億5000万円）となり、同年度の日本映画配給収入の第1位の　『野性の証明』（21億5000万円）と第2位の『さらば宇宙戦艦ヤマト 愛の戦士たち』（21億円）を凌いだ。

## 主題歌
アメリカの女性シンガー、カーリー・サイモンによる「私を愛したスパイ（原題：Nobody Does It Better）」が、イギリスの『ミュージック・ウィーク』誌では最高位「7位」、アメリカの『ビルボード』誌では、最高位「2位」を獲得する大ヒットとなった。英米共にトップ10入りしたのは、ポール・マッカートニー&ウィングスの『死ぬのは奴らだ・Live And Let Die』に続いて2曲目である。また、マーヴィン・ハムリッシュによるサウンドトラックは、『ビルボード』誌で最高位40位を獲得している。

## エピソード
- ボンドと共にストロンバーグの陰謀に挑むソ連のスパイ、トリプルXことアニヤ・アマソワはボンドガール史上、初めてボンドと対等の地位を持つ人物。前半はハニートラップでボンドを出し抜くなど、ボンドに引けを取らない活躍を見せるものの、後半はその美貌が悪役の目に留まり、捕まって拉致され、セクシーな衣装を着せられて拘束され、そのまま敵に弄ばれてボンドの助けを待つ他なかったという、従来のボンドガールと同様の扱いになっている。なお、スチール写真ではビキニやハイレグなどの水着姿が見られるが、作中では着用していない。
- カーリー・サイモンが歌う主題歌『Nobody Does It Better』は、ボンドシリーズの数ある名主題歌の中でも常に上位にランクされるヒット曲で、今日でも『ロスト・イン・トランスレーション』や『ブリジット・ジョーンズの日記 きれそうなわたしの12か月』の中で使用されるなど、その人気は衰えを見せない。2004年、アメリカン・フィルム・インスティチュートは同曲を「過去100年に書かれたもっとも偉大な映画主題歌100曲」の第67位に選出している。「Nobody Does It Better」はアカデミー賞の主題歌賞にもノミネートされたが、ボンドシリーズの主題歌で同賞にノミネートされたのはこの曲と、『死ぬのは奴らだ』の『Live And Let Die』（ポール・マッカートニー&ウィングス）、『ユア・アイズ・オンリー』の『For Your Eyes Only』（シーナ・イーストン）の三曲で第85回アカデミー賞で初めて「スカイフォール」の「Skyfall」（アデル）で受賞した。
- この『Nobody Does It Better』は主題歌の曲名が映画のタイトル（The Spy Who Loved Me）と異なる初めてのもので[注釈 2]、同様の主題歌は他に『オクトパシー』（Octopussy）の『All Time High』と『カジノ・ロワイヤル』（Casino Royale）の『You Know My Name』と『慰めの報酬』（Quantum Of Solace）の『Another Way to Die』があるのみである。
- オープニングのスキーシーンは、オーストリア アルプスという設定になっているが、実際はスイス アルプスで撮影された。ダイビングするシーンは、カナダ・バフィン島のアスガード山で行われた。
- ドイツのスキー会社の創業者の息子であるウィリー・ボグナー・ジュニアが、スキー・アクションシーンの監督と撮影を担当した。彼は『女王陛下の007』『ユア・アイズ・オンリー』『美しき獲物たち』のスキー アクションシーンにも携わっている。
- エジプトのシーンは現地ロケが行われ、カイロ市内や、ギザの三大ピラミッド、スフィンクスなどで撮影が行われた。ジョーズとボンド、アニヤが最初に格闘するシーンは、ルクソールのカルナック神殿。エジプトのMの事務所（Qの研究室も併設）があったのは、アブ・シンベル神殿である。
- イタリアのサルデーニャのシーンも現地ロケが行われ、ボンドとアニヤが投宿するホテルは、サルジニア島コスタ・スメラルダのホテル・カラ・ディ・ボルペである。ただし水中のアクションシーンは、バハマのナッソーで行われている。
- ストロンバーグの海中基地アトランティスは、沖縄海洋博に登場したアクアポリスがヒントになっている。このアイディアを出したのは、日本通のギルバート監督であった。実際に沖縄でロケも行われたが、使用されたのはアトランティス内にある水槽の魚の映像であった。
- ジェームズ・ボンドの好む酒といえば、シェイクしステアしないマティーニが有名であるが、ボンド役がロジャー・ムーアに替わった際、ショーン・コネリーとの違いを出すために、それを飲むシーンがなくなった。しかし、本作ではアニアがボンドにバカルディを注文してもらったお返しをするシーンで、これが復活した。また、ボンドはドン・ペリニヨンも愛飲しており、本作ではストロンバーグの脱出用カプセルに1952年物のこれが備えてあって、アニアのボンドに対する感情に決着がつけられる重要なシーンの小道具として使われる。しかし、次回作からボランジェとの正式なタイアップが始まるために、ドン・ペリニヨンがシリーズに登場するのはこれが最後となった。
- 海の中からボンドカーがビーチに上陸する際、我が目を疑い思わず手にした酒瓶を見る男は、助監督のビクター・トジャンスキー。彼は、続く『ムーンレイカー』と『ユア・アイズ・オンリー』でも同様の趣向で登場する。
- 巨大タンカー「リパラス号」のセットがあまりに大規模なものであったため[注釈 3]、製作サイドは007ステージと呼ばれる撮影所を建設したうえでセットを組まざるを得なかった。その際に巨大なセットでいかに満遍なく照明をあてるかでスタッフは悩み、カメラマン出身の名監督スタンリー・キューブリックに相談を持ちかけたという。キューブリックは自分の関わりを極秘にしておくことを約束させたうえで、スタッフにアドバイスを与えたという。
- 当初、敵はブロフェルド率いるスペクターだった[注釈 4]が、これはケヴィン・マクローリーによる「サンダーボール作戦」のリメイク訴訟でストーリー改変が主な争点となっており、ブロフェルドの登場は、マクローリーの主張を暗に認めざるを得なくなるため、やむなくオリジナルキャラクター、ストロンバーグに変更した。
- ゴーゴル将軍はMを「マイルズ」と呼び[注釈 5]、アニヤはQを「ブースロイド少佐」と呼ぶなど、KGBがイギリス情報部の事情に精通していることを表している。初代Mの本名が登場する最初で最後の映画である。また、Qの本名が劇中で呼称された最初の作品でもある[注釈 6]。
- 本作は当初ガイ・ハミルトン監督が担当する予定で、ジョン・ランディス、スターリング・シリファント、キャリー・ベイツ、アンソニー・バーウィック、アンソニー・バージェス、ロナルド・ハーディ、デレク・マーローをはじめ12人の脚本家が15の草案を作成した[7][8]。
- 公開時のキャッチコピーは、It's the biggest. It's the best. It's BOND. and beyond.（史上最大、最高のボンドが、全てを超えた）[9]。
- 馬場元子によると、元子の夫で日本のプロレスラーだったジャイアント馬場（馬場正平）に出演依頼があったことを正平の死去後に行われた棚橋和博とのインタビューにて明らかにしている。正平もこのオファーを引き受ける前提でギャランティーの提示も行ったが、提示額が本作品主演のロジャー・ムーアよりも高いギャラだったこともあり[注釈 7]、破談になったとしている[10]。

## 日本語吹替
| 役名                 | 俳優                     | TBS版1     | TBS版2     | ソフト版   |
| -------------------- | ------------------------ | ---------- | ---------- | ---------- |
| ボンド               | ロジャー・ムーア         | 広川太一郎 | 広川太一郎 | 広川太一郎 |
| アマソワ             | バーバラ・バック         | 小原乃梨子 | 弥永和子   | 安藤麻吹   |
| ストロンバーグ       | クルト・ユルゲンス       | 鈴木瑞穂   | 大塚周夫   | 麦人       |
| M                    | バーナード・リー         | 今西正男   | 石森達幸   | 藤本譲     |
| Q                    | デスモンド・リュウェリン | 田中康郎   | 丸山詠二   | 白熊寛嗣   |
| マネーペニー         | ロイス・マクスウェル     | 花形恵子   | 竹口安芸子 | 泉裕子     |
| ナオミ               | キャロライン・マンロー   | 高島雅羅   | 高橋ひろ子 | 松下こみな |
| ゴーゴル将軍         | ウォルター・ゴテル       | 大木民夫   | 加藤精三   | 島香裕     |
| カーター             | シェーン・リマー         | 加藤正之   | 仁内建之   |            |
| グレイ国防大臣       | ジェフリー・キーン       | 藤本譲     | 藤本譲     | 佐々木省三 |
| ハーグリーブズ中将   | ロバート・ブラウン       | 緑川稔     | 上田敏也   |            |
| ベンソン             | ジョージ・ベイカー       | 村松康雄   | 村松康雄   | 石波義人   |
| タルボット           | ブライアン・マーシャル   | 嶋俊介     | 筈見純     |            |
| セルゲイ・バルゾフ   | マイケル・ビリントン     | 平林尚三   | 有本欽隆   |            |
| フェリカ             | オルガ・ビセラ           | 長島亮子   |            | 新田万紀子 |
| サンドア             | ミルトン・リード         | 長堀芳夫   |            |            |
| 丸太小屋の女性       | スー・ヴァナー           | 榊原良子   | 横尾まり   |            |
| リパラスの船長       | シドニー・タフラー       | 峰恵研     | 上田敏也   |            |
| ホテルフロント係     | ヴァレリー・レオン       | 尾崎桂子   | 岡のりこ   |            |
| ウェイン艦船員       | クリストファー・マンク   | 島香裕     | 稲葉実     |            |
| レンジャー艦船員     | キム・フォーチュン       | 津田英三   | 小室正幸   |            |
| マーコビッツ教授     | マイロ・スパーバー       | 小島敏彦   | 塚田正昭   |            |
| ストロンバーグの部下 | レニー・ラビン           | 村松康雄   | 塚田正昭   |            |
| ストロンバーグの船員 | ヤーショウ・アデム       | 島香裕     | 島香裕     |            |
| ウェイター           | ラフィク・アンウォー     | 伊井篤史   | 荒川太朗   |            |

※キングレコードから発売の特別版DVDにはTBS版の2バージョンの吹替を収録。
- TBS版1 - 初回放送、1983年5月16日21:02-23:24 『月曜ロードショー』（正味約120分）

プロデューサー - 熊谷国雄、演出 - 佐藤敏夫、翻訳 - 木原たけし、製作 - 東北新社/TBS、解説 - 荻昌弘
- TBS版2 - 初回放送、1989年2月7日20:00-21:54 『火曜ロードショー』（正味約96分）

プロデューサー - 上田正人、演出 - 小山悟、翻訳 - 木原たけし、効果 - リレーション、調整 - 小野敦志、製作 - 東北新社/TBS
- DVD/BD版 - 初出、2006年11月22日発売 DVD アルティメット・コレクション

地上波初回放送2007年1月21日21:00-22:54 テレビ朝日『日曜洋画劇場』
その他声の出演︰辻つとむ、宗矢樹頼、高瀬右光、白山修、根本圭子、ふくまつ進紗、平林弘太朗、安斉一博、宮島史年、板倉光隆、河本邦弘
演出 - 福永莞爾、翻訳 - 桜井裕子、調整 - 金谷和美、製作 - 東北新社

## ノベライズ
- クリストファー・ウッド 著、井上一夫 訳『新・私を愛したスパイ』早川書房、1986年6月15日。ISBN 9784150757526。
- Wood, Christopher (2003-9-2) (英語). James Bond, The Spy Who Loved Me. Triad Books. ISBN 9780586045091

## 秘密兵器など

### 自動車

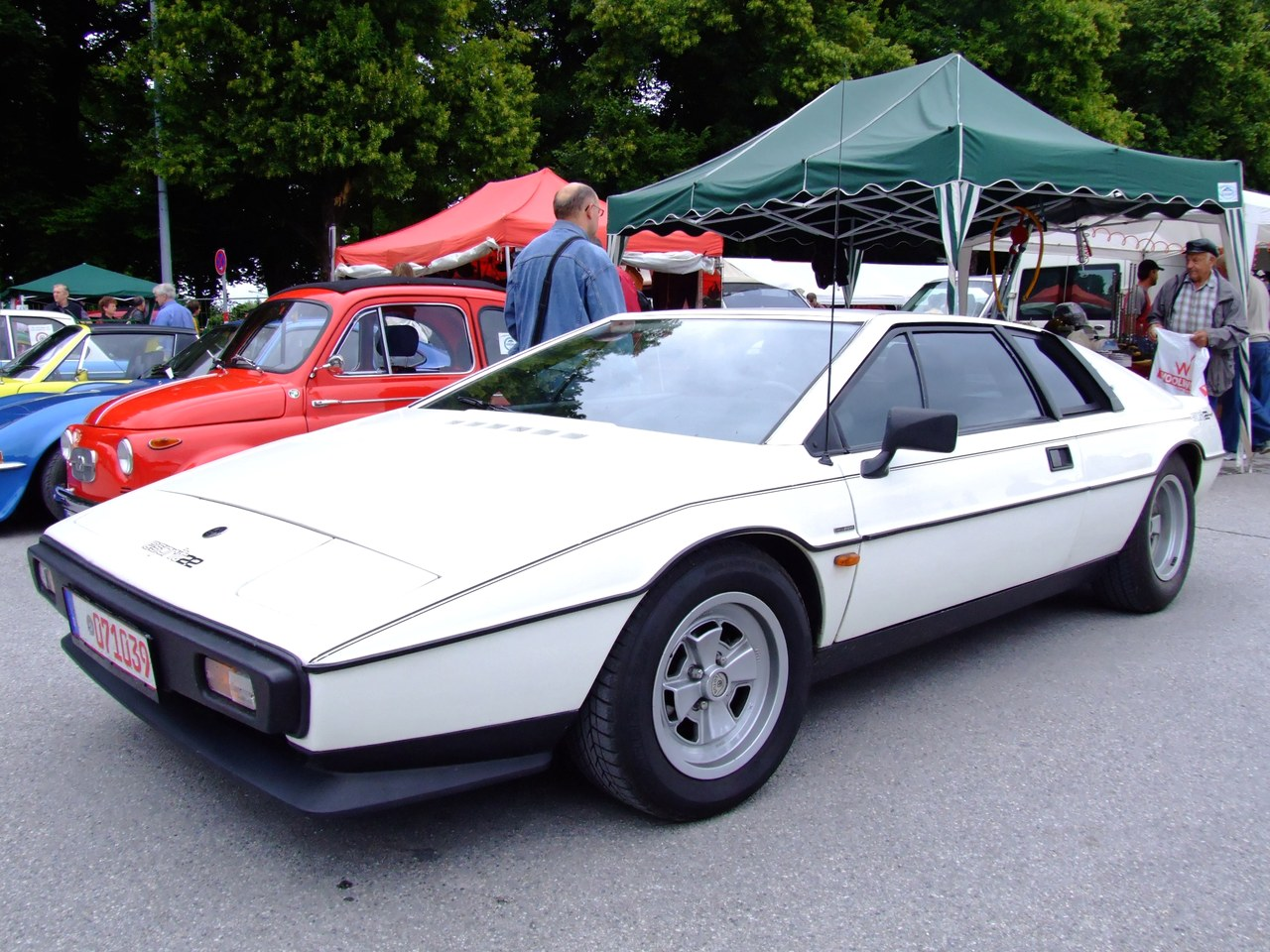
ロータス・エスプリ

ボンドカーとしてロータス・エスプリが使用され、劇中で潜水艇に変形した。セメントガン（後部ナンバープレートが開いて出現。ジョーズの車のフロントガラスに噴射して前を見えなくする）、ミサイル（水中から垂直発射してナオミのヘリを撃ち落す）、魚雷、水中煙幕、水雷（投下して海底に触れると爆発）を装備していた。
この車を実際に運転した主演のロジャー・ムーアは、「運転するたびに頻繁に故障が発生し、さらに車高が低いこともあって乗り降りが面倒だった」と述懐している。
撮影に使用されたロータス・エスプリの実車のうち、1台は2008年12月1日、ロンドンのオークションハウス、ボナムズのオークションに出品され、11万1500万ポンドで落札。また、水中潜行が可能なモデルは、2013年9月9日、ロンドンのRMオークションズで競売に掛けられ55万ポンドで落札された。

### ウェット・バイク
Qの秘密兵器として登場するウエット・バイクは、アメリカの企業が製造した水上オートバイの一種で、当時はまだ珍しかった。

### 腕時計
日本製の腕時計デジタル・アラーム・クロノグラフを着用。受信機能があり、Mからの指令がテープで打ち出される。この後もロジャー・ムーア主演のシリーズ作品で同社製品が用いられている。

### その他
Qの研究室で次のものが実験されていた。
- 丸椅子に巨大スプリングが仕掛けてあり、座っていた人形を飛ばして落下させる。初代ボンドカーであるアストンマーチン・DB5の助手席に同様の機能が搭載されていた。
- 水パイプがマシンガンになる。
- ラクダの鞍から剣が真上に向け突き出る。
- セメントガン。これが車に搭載される。

## 原作
イアン・フレミングの小説『007』シリーズ長編第9作（単行本としては10冊め）。1962年、ジョナサン・ケープより出版された。日本では1963年に後の映画とは若干異なる『007 わたしを愛したスパイ』のタイトルで早川書房から井上一夫訳によりハヤカワ・ポケット・ミステリで発売された。
エロティシズムを意識して綴られた小説であり、ジェームズ・ボンドは主人公の女の回想の中で登場するのみであった。そのためか、フレミングは『The Spy Who Loved Me』という原題以外は、一切小説で書かれた内容を使用することを禁じる映画化契約を行っていた。

### あらすじ
ヴィヴィエンヌ・ミシェルは男に散々人生を弄ばれて男性不信になり、ヴェスパに乗ってジョージ湖付近を傷心旅行していた。そんな彼女が泊まったモーテルに、2名のギャング、ホラーとスラグジーが侵入して来た。彼女をギャングから救ったのは、トロントでスペクターと対決してきたばかりのイギリス秘密情報部員ジェームズ・ボンドだった。そしてヴィヴィエンヌは、性懲りもなくボンドに惹かれてしまう。

### 出版
- イアン・フレミング 著、井上一夫 訳『007 わたしを愛したスパイ』早川書房〈ハヤカワ・ミステリ文庫〉、1998年6月。ISBN 9784151713545。改訳版
- Fleming, Ian (1977-7-7) (英語). The Spy Who Loved Me. Penguin. ISBN 9780142003268